# Sandviken, Östergötland

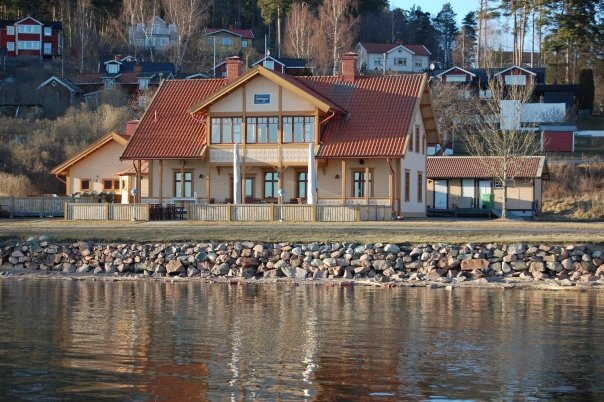
Sjöstugan i Sandviken 2009

Sandviken är en plats i tätorten Krokek i Norrköpings kommun på norra stranden av Bråviken i Östergötland. Sandviken är känt för att ha varit en hamn vid den industriella revolutionen i Norrköping. Just nu så är Sandviken ett väldigt populärt område bland turister bland annat för att det ligger nära Kolmårdens Djurpark och för att First Camp finns där. 